# Margaret Campion
Margaret Campion, född okänt år, död 1804, var en brittisk bankir. 
Hon var dotter till John Holt och gift med grosshandlaren Nathaniel Campion i Whitby. Whitby var Storbritanniens sjunde största hamnstad. Efter makens död 1798 blev hon Freeman i Ryska Kompaniet och deltog med framgång i den baltiska handeln. När Ryssland stängde sina hamnar för Storbritannien under Napoleonkrigen grundade hon 2 januari 1800 en bank i Whitby. Bankverksamheten beskrivs som framgångsrik under hennes tid. Hennes son Robert ska dock inte ha varit intresserat av affärsverksamhet, och banken gick därför omkull efter hennes död. 